# تيلوريد كادميوم زنك
 تيلوريد كادميوم زنك  CdZnTe أو اختصاراً CZT، وهو مركب من الكادميوم والزنك والتيلوريوم، أو بشكل أكثر دقة سبيكة من تيلوريد الزنك وتيلوريد الكادميوم.

## الخواص
- يكون لتيلوريد كادميوم زنك معامل كهرضوئي عال، كما أنه شفاف في مجال الأشعة تحت الحمراء المتوسط، مما يجعله مضمناً جيدا لإشعاع الليزر في مجال تحت الأحمر. إن تيلوريد كادميوم زنك له خواص المواد نصف الناقلة، وله فجوة حزمة كبيرة. تتراوح قيمة فجوة الحزمة بين 1.4 إلى 2.2 إلكترون فولت، وذلك حسب التركيب.
- وجد أن تيلوريد كادميوم زنك غير سام عند تركيز يبلغ 5 غ لكل 1 كغ من وزن الجسم في دراسة لهيئة مختصة بعلم السموم.[1]

## الاستخدامات
يستخدم تيلوريد كادميوم زتك في تركيب العديد من أجهزة الكشف عن الإشعاع، بما فيها أشعة غاما والأشعة السينية، وذلك نظراً لارتفاع العدد الذري لكل من الكادميوم والتيلوريوم، ويعطي نتائج أفضل من الوماض Scintillator. يدخل CZT أيضاً في تركيب المضمنات الكهربصرية Electro-optic modulator، وفي الخلايا الشمسية، وفي أجهزة توليد والكشف عن أشعة تيراهيرتز.
تمتاز أجهزة الكشف المحتوية على CZT بأنه يمكن تشغيلها عند درجة حرارة الغرفة، وذلك على العكس من بعض المواد الأخرى كالجرمانيوم على سبيل المثال، والتي يتطلب تشغليها التبريد بالنيتروجين السائل.
من التطبيقات الأخرى لتيلوريد كادميوم زنك هو استعماله كركازة substrate من أجل عملية النمو الفوقي لمركب تيلوريد كادميوم زئبق (HgCdTe).